# Maria Bogucka
Maria Bogucka (ur. 1 czerwca 1929 w Warszawie, zm. 27 października 2020 tamże) – polska historyczka, profesor, autorka licznych publikacji naukowych. Zajmowała się głównie dziejami społeczeństwa, jego kultury i mentalności, a także historią nowożytnego Gdańska.

## Życiorys

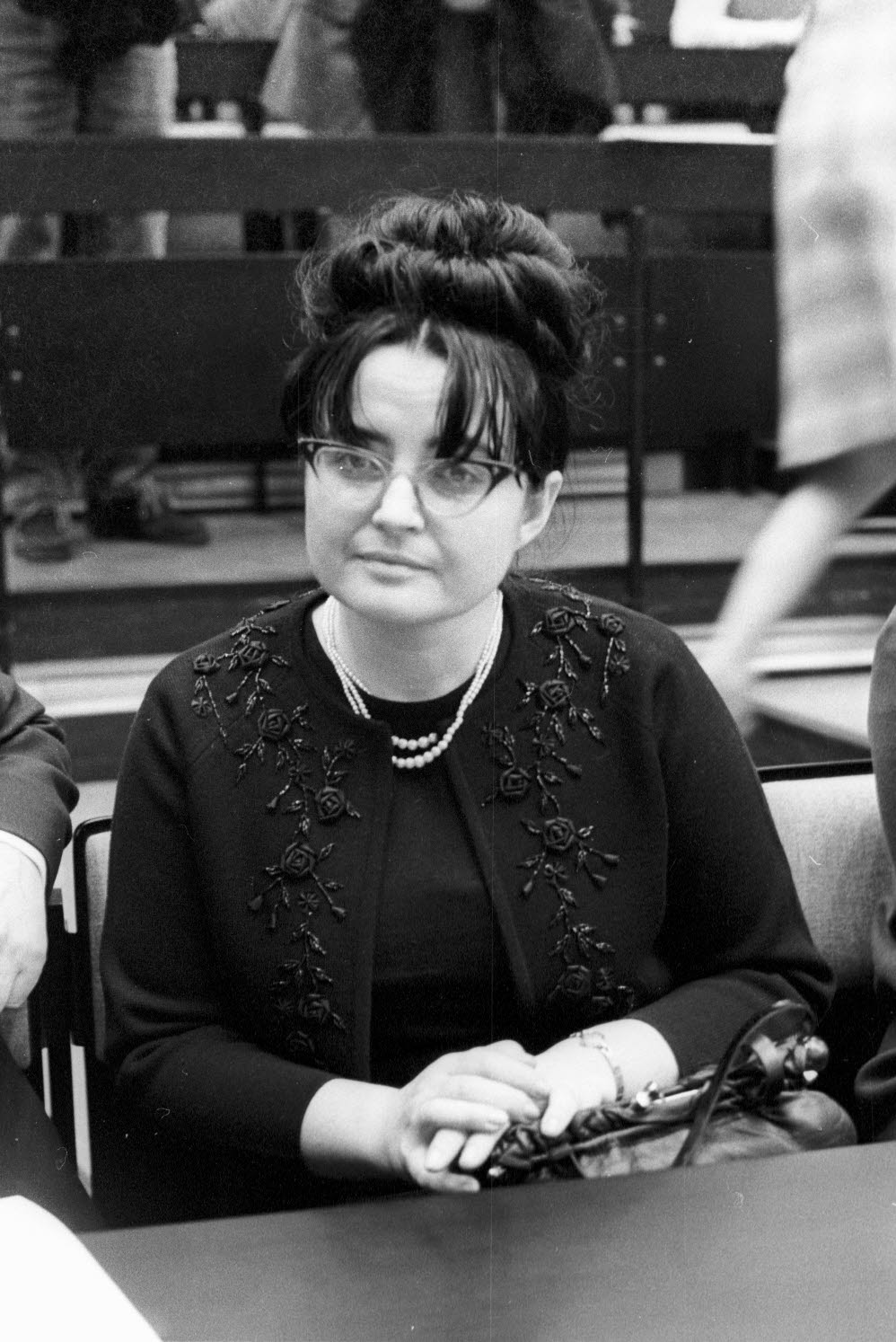
Maria Bogucka (1973)

Urodziła się w rodzinie o tradycjach ziemiańskich, o przedwojennej orientacji sanacyjnej, była córką majora Wojska Polskiego Jana Boguckiego i Heleny z Kasprowiczów (1893–1977). Była jedynaczką, miała przyrodniego brata Tadeusza (ur. 1923), z pierwszego małżeństwa ojca. Młode lata spędziła w Warszawie, a później w Grodnie, dokąd rodzina Boguckich przeniosła się w przededniu wojny. Wiosną 1940 matka Marii powróciła wraz z córką do Warszawy, w obawie przed represjami ze strony okupanta sowieckiego, tępiącego polską inteligencję. Podczas okupacji mieszkała na Pradze i uczyła się w gimnazjum Rzeszotarskiej. Brała udział w powstaniu warszawskim jako sanitariuszka na Pradze. 
W 1948 zdała egzamin dojrzałości. Studiowała na Wydziale Historycznym Uniwersytetu Warszawskiego, uzyskując magisterium w 1951, jej promotorem był Marian Małowist. Według jednego z opracowań w trakcie studiów pracowała w archiwum w Gdańsku. Z pewnością w latach 1951–1953 przebywała w Gdańsku. W 1953 została zatrudniona w Instytucie Historii PAN, gdzie pracowała do 2004 (formalnie przeszła na emeryturę w 1998) i przez kilkadziesiąt lat kierowała Zakładem Dziejów Nowożytnych. 
W IH PAN uzyskiwała kolejne stopnie naukowe. W 1955 (lub 1956) obroniła doktorat, przedkładając pracę Gdańskie rzemiosło tekstylne od XVI do połowy XVII w. (wydano drukiem rok później). Habilitowała się w 1961 (praca Gdańsk jako ośrodek produkcyjny od XIV do połowy XVII wieku, wydana w 1962). Od 1971 profesor nadzwyczajny, a od 1981 profesor zwyczajny. Od 1994 do 2010 pracowała jako profesor na Wydziale Filologicznym Akademii Humanistycznej im. Gieysztora w Pułtusku. Z racji wieloletniego zatrudnienia w PAN, jednostce badawczej, nie miała okazji wychować szerszej grupy uczniów. Do grona jej wychowanków należeli m.in. Tomasz Wiślicz, Andrzej Karpiński i Edward Opaliński. 
Od 1958 do 1978 (lub 1976) była pierwszym redaktorem naczelnym miesięcznika „Mówią Wieki”, które to czasopismo współzakładała. Od 1978 do 2008 redaktor naczelny czasopisma „Acta Poloniae Historica”. Współpracowała m.in. z „Kwartalnikiem Historii Kultury Materialnej” (jako autorka i, przez ponad cztery dekady, członkini Komitetu Redakcyjnego) oraz z Instytutem Historii Kultury Materialnej PAN. Pod koniec lat 70. współzakładała czasopismo „Studia Maritima”, od 1995 zasiadała w radzie redakcyjnej estońskiego periodyku „Vana Tallin”.
Wielokrotnie podróżowała do Holandii, Francji, Niemiec i innych krajów jako realizatorka stypendiów naukowych oraz w ramach współpracy międzynarodowej naukowców. 
Członkini Polskiej Akademii Umiejętności od 1995, wcześniej należała do rady naukowej Instytutu Historii PAN. Honorowy członek Polskiego Towarzystwa Historycznego (tytuł otrzymany w 2003) i Międzynarodowej Komisji Dziejów Miast (od 1976). Od 1988 należała do The Nederlands Institute for Advanced Study in the Humanities and Social Sciences. Kilkakrotnie organizowała Konferencje Bałtyckie, była współtwórczynią Międzynarodowego Stowarzyszenia Mórz Północnych Europy. Należała do Gdańskiego Towarzystwa Naukowego, Warszawskiego Towarzystwa Naukowego i Towarzystwa Wiedzy Powszechnej – w tej ostatniej instytucji była zastępczynią prezesa Rady Naukowej.
Jej ostatnią monografią była wydana w 2018 Mizoginia. Pod koniec życia publikowała wspomnienia i poezje.
Nie założyła rodziny. Zmarła w Warszawie, pochowana na cmentarzu komunalnym Północnym (kwatera W-XI-3-1-9).

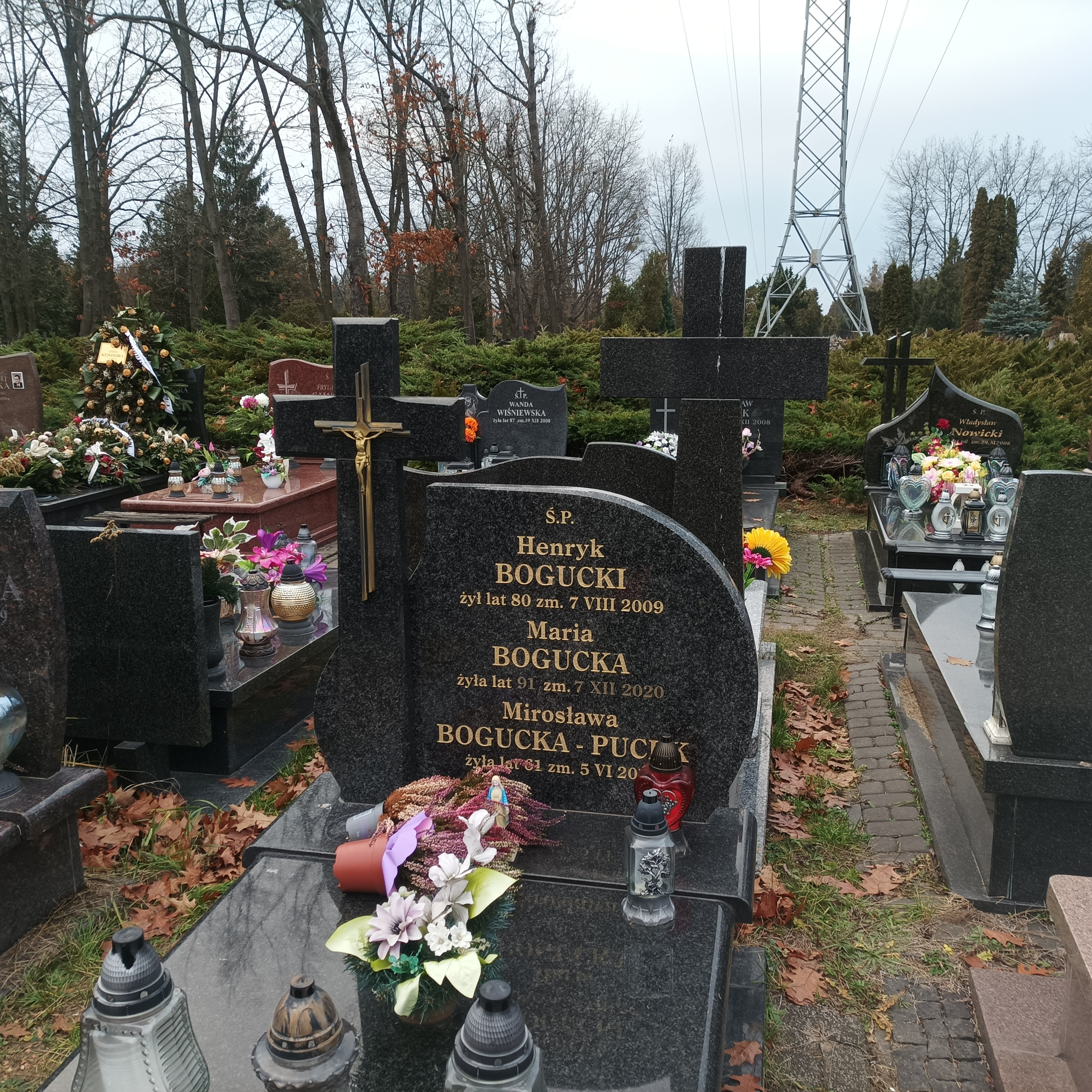
Grób prof. Marii Boguckiej na Cmentarzu Komunalnym Północnym w Warszawie

### Zainteresowania i osiągnięcia badawcze
W latach 50. publikowała nt. dziejów gospodarczo-społecznych. Badała historię gospodarczą, zwłaszcza Gdańska i jego związków z Europą.
Jej badania w kolejnych latach dotyczyły różnych dziedzin historii Polski i historii powszechnej, szczególnie epoki baroku i renesansu, w tym dzieje miast, struktur społecznych, szeroko rozumianej kultury, obyczajów, życia codziennego czy przemysłu i konsumpcji. Publikowała wiele w zakresie historii Holandii oraz Anglii. Była autorką prac metodologicznych.
Zapoczątkowała w latach 70. nowy nurt badawczy, formułując m.in. tematykę gestu jako znaku przynależności do określonej grupy społecznej. Rolę gestu w życiu dawnych społeczeństw przedstawiła w czasie konferencji IH PAN w 1981. Brała też czynny udział w dyskusjach toczących się w tym czasie w Münster, gdzie historycy niemieccy (H. Teuteberg, P. Borscheid), pracujący nad historią rodziny i związkami międzypokoleniowymi i genderowymi podjęli także studium „codzienności”, tworząc szybko rozwijający się nowy kierunek badań: Studia zur Geschichte des Alltags. Bogucka swoje zainteresowanie „codziennością” zaczęła od zbudowania teoretycznych podstaw tego zjawiska, formułując w 1996 roku definicję „życia codziennego” i jego odrębności. Była jedną z pionierek nurtu badań skupionych na historii kobiet, oraz popularyzatorką tegoż nurtu poprzez liczne popularne biografie władczyń, m.in. Bony i Marii Stuart. Należała do grona badaczy czerpiących z dorobku szkoły historiograficznej Annales i nawiązujących doń w swojej twórczości.
Zbudowała też alternatywny wobec Norberta Eliasa model procesu cywilizacyjnego opartego nie na odgórnym dyscyplinowaniu społeczeństwa, lecz na systemie obyczajów, w warunkach słabości aparatu państwowego przez samo społeczeństwo egzekwowanych. Stosowanie w badaniach historycznych metod zaczerpniętych z psychologii społecznej i socjologii zaowocowało wysunięciem tez dotyczących mentalności społecznej (stosunek do czasu, do choroby i śmierci, relacje między kobietą i mężczyzną, czyli tzw. gender relations).  
Ukoronowaniem studiów szczegółowych było opracowanie dziejów kultury polskiej od zarania aż po rok 1989, oraz teoretycznych rozważań pt. Kategorie i funkcje społeczne kultury w perspektywie historycznej (2013). 
Bogucka ostro krytykowała szkołę historiograficzną swojego dawnego promotora Mariana Małowista, podobnie jak innych polskich historyków; polskie środowisko historyczne oskarżała o „feudalizm” i kumoterstwo.
Jest autorką ponad 2000 publikacji (wg innych opracowań ponad 1300 lub ponad 1500), w tym kilkudziesięciu książek, które tłumaczono na języki obce. Popularyzowała historię w publikacjach książkowych, czasopismach, w radiu i telewizji, m.in. w teleturnieju Wielka Gra.

## Publikacje (wybór)
- Szkice gdańskie, XVI–XVIII w., Warszawa 1955,
- Gdańskie rzemiosło tekstylne od XVI do połowy XVII w., Wrocław 1956,
- Opowieści wiślane, Warszawa 1957,
- Żelazny Książę i żebracy. Z dziejów rewolucji w Niderlandach, Warszawa 1961,
- Gdańsk jako ośrodek produkcyjny w XIV–XVII w., Warszawa 1962,
- „Zboże rosyjskie na rynku amsterdamskim w pierwszej połowie XVII w.”, [w:] Przegląd Historyczny, z. 4, 1964, s. 611–28,
- Dzieje Polski do roku 1795, Warszawa 1964,
- Życie codzienne w Gdańsku, XVI–XVII w., Warszawa 1967,
- Handel zagraniczny Gdańska w pierwszej połowie XVII w., Wrocław 1970,
- „Książka jako element kultury masowej w Gdańsku w pierwszej połowie XVII w.”, [w:] Polska w świecie, Warszawa 1972, s. 267–76,
- Ziemia i czasy Kopernika, Wrocław 1972,
- Nicholas Copernicus. The Country and Times, Wrocław 1973,
- Dawna Polska. Narodziny, rozkwit, upadek, Warszawa 1974 (wyd. II), 1985 (wyd. III), 1989 (wyd. IV i V),
- Historia Holandii, Wrocław 1976, 1989 (wyd. II) – wspólnie z J. Balickim,
- Kazimierz Jagiellończyk i jego czasy, Warszawa 1981,
- Das alte Danzig. Alltagsleben vom 15 bis 17 Jh., Leipzig 1980, 1987 (wyd. II), München 1988 (wyd. IV),
- Hołd pruski, Warszawa 1982, 1985 (wyd. II),
- Das alte Polen, Leipzig 1980, 1983,
- Gdańscy ludzie morza, XVI–XVIII w., Gdańsk 1984,
- Die Preussische Huldigung, Warszawa 1986,
- Dzieje kultury polskiej do roku 1918, Wrocław 1987, 1991 (wyd. II), ISBN 83-04-03282-1
- Bona Sforza, Wrocław 1989, wyd. II: Wrocław 2004, Zakład Narodowy im. Ossolińskich, s. 312, ISBN 83-04-04705-5
- Maria Stuart, Wrocław 1990, wyd. II uzup., Wrocław 2009, Zakład Narodowy im. Ossolińskich, s. 304, ISBN 978-83-04-05002-0
- Anna Jagiellonka, Wrocław 1994, wyd. II uzup., Wrocław 2009, Zakład Narodowy im. Ossolińskich, s. 207, ISBN 978-83-04-05003-7
- Staropolskie obyczaje XVI–XVII w., Warszawa 1994,
- The Lost World of the „Sarmatians”. Custom as Regulator of Polish Social Life in Early Modern Times, Warszawa 1996,
- Ludzie, kontakty, kultura, XVI–XVIII w., Warszawa 1997,
- Białogłowa w dawnej Polsce. Kobieta w społeczeństwie polskim XVI–XVIII wieku na tle porównawczym, Warszawa 1998, Wydawnictwo Trio, ISBN 83-85660-78-X
- Historia Polski do roku 1864, Wrocław 1999,
- Baltic Commerce and Urban Society 1500–1700, Gdańsk 2000,
- Danzig and its Polish Context, Aldershot 2003,
- Women in Early Modern Polish Society Against the European Background, Aldershot 2003,
- Gorsza płeć. Kobieta w dziejach Europy od antyku po wiek XXI, Warszawa 2005, Wydawnictwo Trio, s. 378, ISBN 83-7436-018-6
- Woman in the History of Europe from Antiquity till the Beginning of the 21st Century, Warszawa 2008,
- Człowiek i świat. Studia z dziejów kultury i mentalności w XV–XVIII w., Warszawa 2008 Wydawnictwo Naukowe Semper, ISBN 978-83-7507-030-9
- Kultura – naród – trwanie. Dzieje kultury polskiej od zarania do 1989 r., Warszawa 2009, Wydawnictwo Trio, s. 760, ISBN 978-83-7436-140-8
- Kultura sarmatyzmu, XVI–XVIII w., Warszawa 2013, 2016 (wyd. II),
- Kategorie i funkcje społeczne kultury w perspektywie historycznej, Warszawa 2013.

Źródło:.

## Ordery i odznaczenia
- Krzyż Oficerski Orderu Odrodzenia Polski (1992)
- Krzyż Kawalerski Orderu Odrodzenia Polski (1986)
- Złoty Krzyż Zasługi (1974)
- Medal Komisji Edukacji Narodowej (1984, 1996)
- Medal Księcia Mściwoja II (1999)[13]
- Odznaka honorowa „Zasłużony Pracownik Morza” (1995)
- Odznaka honorowa „Zasłużonym Ziemi Gdańskiej” (1976)
- Medal 400-lecia Warszawy (1997)

Źródło:.

## Nagrody i wyróżnienia
- Nagroda naukowa Sekretarza PAN (1983)
- Dyplom Jubileuszowy PTH (1986)
- Nagroda Sekretarza Naukowego PAN (wspólnie z H. Samsonowiczem) za książkę Dzieje miast i mieszczaństwa w Polsce przedrozbiorowej (Wrocław 1986) (1987)
- Nagroda Kuriera Polskiego za książkę Dawna Polska (Warszawa 1987, III wyd.) (1987)
- Nagroda Sekretarza Naukowego PAN za Dzieje kultury polskiej do roku 1918 (Wrocław 1987) (1988)
- Nagroda Prezydenta Miasta Gdańska za całokształt twórczości o Gdańsku (1989)
- Nagroda Klubu Księgarza za książkę Bona Sforza (Warszawa, 1989) (1989)
- Nagroda Fundacji Alfreda Jurzykowskiego w Nowym Yorku (1996)
- Nagroda Premiera RP (1999)
- Nagroda Prezydenta Miasta Gdańska w Dziedzinie Kultury (2000)[14]
- tytuł doktora honoris causa Uniwersytetu Gdańskiego (2007)[15]

Źródło:.